# Staatsarchiv Basel-Landschaft
Das Staatsarchiv Basel-Landschaft in Liestal ist das zentrale Archiv des Schweizer Kantons Basel-Landschaft und seiner Rechtsvorgänger.

## Aufgaben
Mit dem Gesetz über die Archivierung vom 11. Mai 2006 hat der Kanton Basel-Landschaft das Archivwesen gesetzlich verankert. Das Gesetz regelt die Aktenführung, die Archivierung und die Benutzung der archivierten Unterlagen. Dem Staatsarchiv kommt dabei die Aufgabe zu, über die Archivwürdigkeit angebotener Unterlagen zu entscheiden, die dauernd aufzubewahrenden Unterlagen des Kantons zu erhalten und ihre Zugänglichkeit sicherzustellen.

## Geschichte
Mit der Kantonstrennung von 1833 wurden zwischen den beiden Halbkantonen auch die Bestände des Basler Staatsarchivs als Teil des gemeinsamen Staatsgutes aufgeteilt. Die Verhandlungen über die Aufteilung der Archivalien dauerten bis in den Sommer 1834.
Nachdem die an die Landschaft gefallenen Akten und Unterlagen vorerst in der Bezirksschreiberei in Liestal, in der Kaserne und im Dachzimmer des Regierungsgebäudes untergebracht worden waren, wurden sie auf Drängen des für das Archiv verantwortlichen Landschreibers Benedikt Banga in den oberen Teil des kleinen Zeughauses verlegt. 1853 wurde mit dem neuen Westflügel des Regierungsgebäudes ein eigenes Archivgebäude errichtet.
Mit der Verabschiedung eines Archivgesetzes wurde 1867 mit Jakob Jourdan von Waldenburg ein erster hauptamtlicher Staatsarchivar gewählt. 1887 wurde das Staatsarchiv dann allerdings der Landeskanzlei unterstellt und der jeweilige Landschreiber zum nebenamtlichen Staatsarchivar erkoren.
Zwischen 1911 und 1927 wurde die Akten ab 1832 nach dem damals auch im Staatsarchiv Basel-Stadt praktizierten Pertinenzprinzip neu geordnet und damit das sogenannte «Neuere Archiv» geschaffen. Ein neues Archivreglement konsolidierte 1926 diese neue Ordnung. Erst die in der Nachkriegszeit dramatisch wachsenden Aktenmengen brachten den Wechsel zur heutigen Ordnung nach Provenienz.
1959 wurde mit dem Historiker Hans Sutter erstmals wieder ein vollamtlicher Staatsarchivar gewählt. 1961 wurde dem Staatsarchivar auch die Leitung der Kantonsbibliothek übertragen. Im selben Jahr konnte das Archiv einen Archivbau an der Wiedenhubstrasse beziehen. 2007 wurde dieser durch ein vom Zürcher Architekturbüro EM2N geplanten Neubau ersetzt.
Staatsarchivarin ist seit 2021 Jeannette Rauschert.

## Bestände
Die Bestände des Staatsarchivs reichen vom 13. Jahrhundert bis in die Gegenwart. Schwerpunkt bilden die Unterlagen seit der Kantonsgründung im Jahr 1832. Die Unterlagen sind in zehn Bestandsgruppen gegliedert.
- Altes Archiv – Unterlagen zur Landschaft Basel vor 1832.
- Bezirksschreibereien – Bestände der Schreibereien der Bezirke Arlesheim, Binningen, Liestal, Sissach, Waldenburg und Laufen sowie der Bernischen Amtsschreiberei Laufen (bis 1994).
- Statthalterämter – Bestände der Statthalterämter Arlesheim, Liestal, Sissach, Waldenburg, Laufen und Bernisches Regierungsstatthalteramt (bis 1994)
- Übrige Nebenarchive – Bestände, die sich keiner anderen Bestandesgruppe zuordnen lassen, da es sich weder um Unterlagen der Kantonsverwaltung noch im eigentlichen Sinne um Akten von Privaten handelt.
- Karten und Pläne – Aus dem ursprünglichen Aktenzusammenhang herausgelöste Karten und Pläne, welche nachträglich zu inhaltlichen Beständen zusammengeführt wurden.
- Sammlungen – Sachthematische Bestandsbildungen oder Zusammenstellungen aufgrund physischer Kriterien.
- Gerichtsarchive – Unterlagen der Instanzen der Straf- und Zivilgerichtsbarkeit (Bezirks-/Obergericht), der Appellation, der Verwaltungs-, Verfassungs- und Versicherungsgerichtsbarkeit seit Kantonsgründung.
- Neueres Archiv – Schriftgut der kantonalen Verwaltung Basel-Landschaft, vor allem Protokolle und Akten. Nach thematisch definierten Begriffen in 191 Bestände gegliedert.
- Privatarchive – Nichtstaatliche Bestände, d. h. Archive von Privaten, öffentlich- oder privatrechtlichen Körperschaften, Personennachlässe
- Verwaltungsregistraturen – Verwaltungsschriftgut